# Soto Goro
Soto Goro est une ville de l'Uruguay située dans le département de Cerro Largo. Sa population est de 31 habitants.

## Population
| Année | Population |
| ----- | ---------- |
| 1963  | 89         |
| 1975  | 62         |
| 1985  | 54         |
| 1996  | 38         |
| 2004  | 31         |

,